# 黑臀鸚竺鯛
黑臀鸚竺鯛（學名：Ostorhinchus melanoproctus），又稱黑臀鸚天竺鯛，為輻鰭魚綱鈎頭魚目天竺鯛科鸚竺鯛屬下的一個種，分布於中西太平洋所羅門群島及巴布亞紐幾內亞海域，深度15至50公尺，本魚體呈橢圓形，體稍側扁，頭大、眼大、口大且斜裂，頜齒細小，前鰓蓋骨邊緣有鋸齒，鰓蓋骨後緣棘不發達，體被弱櫛鱗，體色與箭矢鸚竺鯛相似，但前者在泄殖孔還有一個黑斑，腹鰭紅色，背鰭2個，尾鰭叉形，背鰭硬棘7-8枚、背鰭軟條9枚、臀鰭硬棘2枚、臀鰭軟條8-9枚，體長可達4公分，棲息在有遮蔽的礁石壁，夜間成群活動，屬肉食性，繁殖期時，雄魚具有口孵習性，卵約7日化成仔魚，由雄魚吐出，具短暫的仔魚飄浮期，生活習性不明。